# Zielonucha kształtna
Zielonucha kształtna (Chloromyia formosa) – gatunek muchówki z rodziny lwinkowatych i podrodziny Sarginae.
Gatunek ten opisany został w 1763 roku przez Giovanniego Antonio Scopoliego jako Musca formosa.
Muchówka o ciele długości od 6,5 do 10 mm. Czułki ma brunatnoczarne. Głowa samca jest holoptyczna, a samicy dychoptyczna. Twarz porasta szarobrunatne owłosienie. Śródplecze samca jest złotozielone z żółtym owłosieniem, zaś samicy metalicznie fioletowe z białoszarym owłosieniem. Skrzydła mają brunatnożółte zabarwienie i żółte żyłki. Odwłok samca jest brunatnozielony lub złotozielony, zaś samicy stalowoniebieski.
Brunatne larwy dorastają do 11 lub 12 mm długości. Przechodzą rozwój w szczątkach roślinnych i ziemi ogrodowej. Imagines są aktywne od maja do lipca.
Owad palearktyczny, znany z prawie całej Europy, a ponadto z północnej części Afryki i wschodniej części Azji. W Polsce pospolity.